# Джалаа
Джалаа (чентум, чен туум, чунтум) — язык-изолят, распространённый на северо-востоке Нигерии — в селении Лооджаа (район Баланга, штат Баучи). Находится под угрозой исчезновения — среди носителей распространён как основной язык диалект диджим языка чам (дикака), при этом язык джалаа используют в основном старики.

## История
Считается, что представители народа джалабе, говорящие на языке джалаа, прибыли в Лооджаа из местности, находящейся на несколько километров южнее в горном массиве Мури, где они проживали в одном селении (Чентум или Чунтум) с кланами цо и ква. Позднее в эту местность, спасаясь от враждебного им народа ваджа, переселился народ чам. В результате многочисленных межэтнических браков представители этнической группы чам почти полностью асимилировали джалабе.

## Морфология
Морфология языка джалаа (по крайней мере в современном состоянии) почти идентична морфологии языка чам. Основные отличия представлены в суффиксах именных классов: 
- джалаа -ta, чам -te̩
- (для людей) джалаа -bo, -ba, чам -b(e̩).

### Числительные
Числительные от 1 до 6:
1. násán
2. tiyú, tə́só
3. tətáá, bwànbí
4. təbwár, ŋbár
5. (tə)nó
6. tənúkùn

Числительные свыше 5 почти полностью совпадают с формами в языке чам. Числительные от 1 до 5 почти полностью совпадают с числительными языка цо, а «один» не имеет явных аналогов.

## Лексика
Современная лексика джалаа содержит большое количество заимствований из языка чам, в который, в свою очередь, проникло немало слов из джалаа; имеется также сходство с языком цо. Большинство слов, однако, не имеют аналогов в языках всех известных языковых семей Африки.
Племена чам и цо традиционно избегали называть мёртвых по имени. Поскольку множество имён одновременно являлись словами их языков, это приводило к тому, что им пришлось заменять эти слова, нередко используя взамен заимствования из соседних языков.